# Otto Boetes
Otto Meine Boetes (Groningen, 18 augustus 1923 – Alkmaar, 29 april 2017) was een Nederlands pacifistisch-socialistisch politicus. Hij was tussen 1967 en 1969 lid van de Eerste Kamer der Staten-Generaal voor de Pacifistisch Socialistische Partij (PSP).

## Loopbaan
Boetes volgde de lerarenschool in Amsterdam, daar deed hij ook hbs-b en het gymnasium-a. Hij studeerde psychologie aan de Universiteit van Amsterdam. Tijdens de Tweede Wereldoorlog studeerde hij theologie (bij professoren thuis). Boetes werkte op een psychotechnisch bureau en later als bedrijfspsycholoog bij de Algemene Kunstzijde Unie en als personeelschef bij Honig. Van 1961 tot 1977 was hij stafdocent bij het Centraal Instituut voor Christelijke Sociale Arbeid (CICSA). Boetes was een van de voortrekkers van de acties over de Vietnamoorlog in de jaren 60. Hij was in 1966 en 1967 secretaris van het Actiecomité Vietnam. In 1967 maakte hij een reis naar Noord-Vietnam. In 1969 was hij mede-oprichter van het Nederlands Palestina Komitee.
Boetes was lid van de PSP sinds 1958. Hij was voorzitter van de PSP in Alkmaar. Tussen 1966 en 1969 was hij lid van de Provinciale Staten van Noord-Holland. Tussen 1967 en 1969 was hij lid van de Eerste Kamer. Hij was een onconventionele senator die opviel door zijn hippe kleding (hij ging soms gekleed in monnikspij) en ludieke opstelling. Hij hield zich in de Eerste Kamer een pleidooi voor het vak polemologie op scholen en deponeerde een aanplakbiljet met de leuze "Johnson oorlogsmisdadiger" op de tafel van minister van Onderwijs Gerard Veringa. Bij de behandeling van een begrotingswijziging vanwege de aanschaf van de Leopardtanks bood hij, nadat hij een rede over vrede en Vietnam had gehouden, minister Willem den Toom een plankje aan met daarop gemonteerd een tankje en kerstkribbetje. Zijn protest werd vanaf de publieke tribune ondersteund door een koortje, dat echter door de zaalwacht werd verwijderd. Hij stelde zich in 1969 niet herkiesbaar om zich geheel te kunnen wijden aan buitenparlementaire acties.
In de jaren 70 werd hij actief in de Kabouterbeweging en daarom geroyeerd uit de PSP. Hij was lijsttrekker van de Kabouterpartij bij de Tweede Kamerverkiezingen 1971.

## Privéleven
Boetes' vader was boekhouder. Zijn ouders waren doopsgezind. Boetes was een quaker, een geloofsovertuiging die ook zijn pacifisme voedde. Hij was getrouwd en had vier kinderen.
Tussen 1977 en 1985 woonde Boetes in verband met de gezondheid van zijn vrouw een groot deel van het jaar in Los Cristianos op Tenerife. Na het overlijden van zijn vrouw in 1985 vestigde hij zich weer in Nederland. De laatste jaren van zijn leven woonde hij in Alkmaar, waar hij zich verbonden had met de Doopsgezinde Gemeente. Hij preekte daar bij gelegenheid en nam deel aan de broeder- en zusterkring.
Boetes had tot het einde van zijn leven belangstelling voor filosofie en theologie. In september 2015 publiceerde hij het essay Tijd en Ziel. Hij overleed in 2017 op 93-jarige leeftijd.